# Torsión de Yakovlev

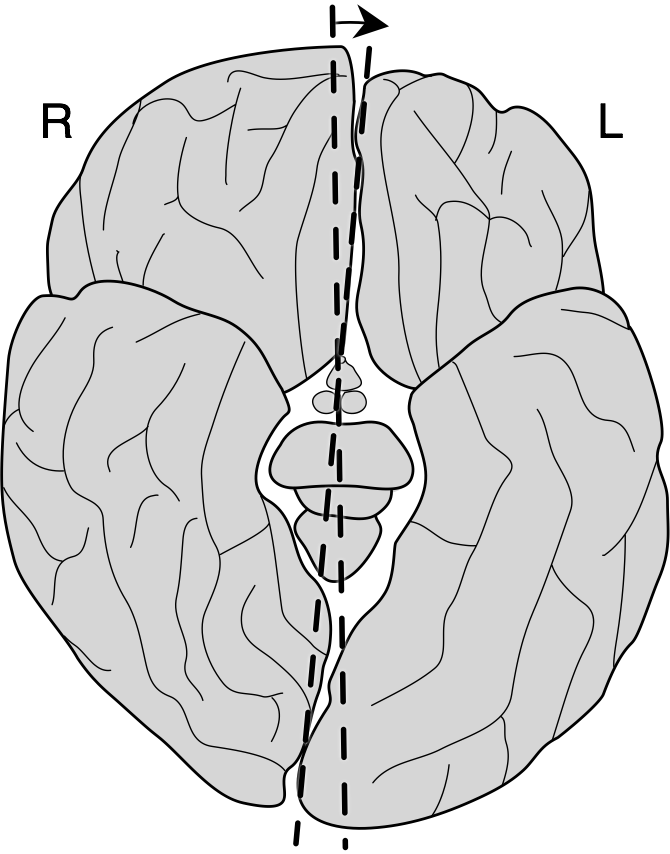
La torsión de Yakovlev en el cerebro (exagerado). Rediseñado a partir de Toga & Thompson (2003).

La torsión de Yakovlev (también conocida como flexión occipital o torsión cerebral antihoraria) es la tendencia del lado derecho del cerebro humano a deformarse ligeramente hacia delante en relación con el izquierdo y del lado izquierdo del cerebro humano a deformarse ligeramente hacia atrás en relación con el derecho. Esto es responsable de ciertas asimetrías, como la forma en que el surco lateral del cerebro humano es a menudo más largo y menos curvado en el lado izquierdo del cerebro en relación con el derecho. Dicho de otro modo, la torsión de Yákovlev puede definirse por la existencia de petalias derecha-frontal e izquierda-occipital, que son protuberancias de la superficie de un hemisferio con respecto al otro. Debe su nombre a Paul Ivan Yakovlev (1894-1983), neuroanatomista ruso-estadounidense de la Facultad de Medicina de Harvard.

## Efectos

### Habilidad en las manos
Una revisión de la documentación de 2012 mostró que los estudios de morfometría habían encontrado de forma regular que los efectos relacionados con la habilidad para manejar las manos se correspondían con el grado de torsión de Yakovlev; el aumento de la torsión, medido por el aumento del tamaño del petalia frontal derecho y del petalia occipital izquierdo, tiende a ser más común en individuos diestros. Los individuos con habilidad para manejar las manos de forma mixta o los individuos zurdos muestran unos niveles inferiores de torsión de Yakovlev.

### Tartamudez en el desarrollo
La reducción de las petalias derecha-frontal e izquierda-occipital y las asimetrías de las petalias invertidas (es decir, petalias izquierda-frontal y derecha-occipital) se han asociado con la tartamudez en el desarrollo, tanto en adultos como en niños preadolescentes. Esto puede estar relacionado con el surco lateral que aloja el área de Broca, que desempeña un papel importante en la producción del lenguaje.

### Trastorno bipolar
El aumento del tamaño de la petalia occipital izquierda, resultado de un grado anormalmente alto de torsión de Yakovlev, se ha asociado con el trastorno bipolar. Maller entre otros colaboradores en 2015 descubrieron que el aumento de la asimetría del lóbulo occipital, o curvatura occipital, era cuatro veces más frecuente en sujetos con trastorno bipolar que en controles sanos. Esto se aplicaba tanto a pacientes con trastorno bipolar de tipo I como de tipo II.

## Desarrollo y evolución
Hay pruebas que sugieren que la torsión de Yakovlev está relacionada con la asimetría aurofacial y la organización contralateral del cerebro y se debe a una torsión no del todo completa de la parte anterior de la cabeza. Según la teoría de la torsión axial, cada lado del cerebro representa el lado opuesto del cuerpo debido a una torsión en el desarrollo a lo largo del eje corporal.

## Presencia en primates
La torsión de Yakovlev se encuentra en los humanos modernos y en los homínidos fósiles, y aparece de forma fiable ya en el Homo erectus. El patrón de las petalias en los antepasados humanos extintos se examina mediante endoprótesis, en las que se hace un molde de la bóveda craneal: las asimetrías de los antepasados humanos pueden medirse a partir de estos moldes porque las petalias dejan impresiones dentro de la bóveda craneal.
Algunos autores han informado de que se encuentran patrones similares de la petalia en varios primates, incluidos los monos del Viejo Mundo, los monos del Nuevo Mundo y los grandes simios, pero otros informan de protuberancias diferentes; estas diferencias parecen estar ligadas a qué técnicas se utilizan para medir la petalia, por lo que no se sabe bien si todos los primates demuestran la torsión de Yakovlev.